# Натријумски канали
Натријумски канали су трансмембрански протеини који пропуштају јоне натријума кроз ћелију.  Акциони потенцијали у нервима и мишићима сисара преносе се натријумовим струјама кроз напонско-зависне натријумове канале. Ови протеини су део веће фамилије напонско вођених канала која укључује добро познате калцијумове  и калијумове канале, као и низ других типова канала. Како је транспорт јона пасивна активност која зависи само од електрохемијског потенцијала јона она не захтева енергију у облику АТП молекула. У неуронима натријумови канали су одговорни за узлазну фазу акционог потенцијала (деполаризацију), а у срцу за брзо повећање срчаног акционог потенцијала и за брзо провођење импулса кроз срчано ткиво. Пошто су у стању мировања Na+ канали затворени, промене у концентрацији екстраћелијског Na+ не утичу значајно на потенцијал мембране у мировању,  за разлику од промена у екстрацелуларној концентрацији K+.

## Функције и структура јонских канала
Ћелијска мембрана сваке ексцитабилне ћелије, кoja раздваја ванћелијску течност богату натријумом и калцијумом од цитосола богатог калијумом, садржи огроман број канала сличних порама, који могу бити затворени и тада су непропустљиви за јоне. Иза основних ћелијских процеса, попут лучења неуротрансмитера или преноса електричних сигнала, стоје јонски канали или протеини који формирају поре које помажу у успостављању и контроли напонског градијента преко ћелијске мембране што омогућавања протока јона низ њихов електрохемијски градијент, јер  делују као систем капија за регулисање проласка јона (калијум, натријум, калцијум, хлор итд.). Главна функција напонски усмерених јонских канала је стварање акционих потенцијала и њихово ширење, кроз процес пропуштања милионе јона у свакој секунди, чији је правац кретања одређен концентрацијским градијентом, па због тога, натријум и калцијум улазе у ћелију, а калијум излази из ћелије.
Капацитет преноса јона кроз ове канале је велики, па тако сваки калцијумски (или натријумски) канал може да транспортује три милиона јона калцијума (или Na+) у једној секунди. Јонски канали се, на основу своје јонске специфичности, осетљивости према блокаторима, као и на основу брзине њихове активације, класификују на брзе и споре канале. Активација брзих канала се врши за свега неколико милисекунди, а активација спорих канала за неколико стотина милисекунди. Брзи канали предоминантно пропуштају јоне натријума, па се понекад називају само натријумови канали. 
Јонски канали са физиолошке тачке гледишта, омогућавају хомеостатску равнотежу нашег тела, јер дају ћелијама електричне и узбудљиве капацитете. Када не успеју у томе могу се јавити бројна патолошка стања (или болести, познате као каналопатије). Ове промене могу се произвести кроз две врсте механизама: генетских промена и аутоимуних болести.

## Функција натријумских канала
Натријумски канали су интегрални мембрански протеини који формирају Na+ пропустљиве поре кроз плазма мембрану и омогућавају проток јона. У породици јонских канала постоје два веома различита типа натријумових канала:
- Натријумски канали са напоном (NaV)  - високо су селективни Na+ канали локализовани на поларизованим епителним ћелијама, односно мембрани већине ексцитабилних ћелија и постоје као хетеродимери или хетеротримери 1 α- и 1 или 2 β-подјединице. Они су одговорни за иницирање и ширење акционог потенцијала у ексцитабилним ћелијама, укључујући типове нервних,[3] мишићних и неуроендокриних ћелија. Такође су изражени на ниским нивоима у неексцитабилним ћелијама, где је њихова физиолошка улога нејасна.[2]
- Епителни натријумски канали (ENaC) -  присутни су у апсорптивном епителу, као што су дистални тубул бубрега, алвеоларни епител и дистални колон, и одговорни су за реапсорпцију натријума. Они постоје као хетеротетрамери α-, β- и γ-подјединица, од којих је доминантна 2α:1β:1γ.[2]

## Токсини и хемикалије које болокирају Na+ канале у истраживању
Напонски вођени натријумови канали присутни су у већини ексцитабилних ћелијских мембрана и играју важну улогу у стварању акционих потенцијала. Познато је да различити токсини и хемикалије блокирају или модулирају натријумове канале и показали су се непроцењивим у истраживању физиолошких карактеристика ових канала:
- Најважнији, тетродотоксин (TTX),[6] изолован из надуване рибе,[а] је снажан и селективан блокатор натријумових канала.[7]

- Такође је утврђено да сакситоксин (STX), токсин изолован из динофлагелата, има исто блокирајуће дејство као TTX.

Натријумски канали присутни у мозгу, заједно са онима који се налазе у периферним нервима и скелетним мишићима, веома су осетљиви на TTX/STX у наномоларним концентрацијама, док су неки натријумови канали у срцу блокирани у концентрацијама у микромоларном опсегу,
Структурно, натријумски канали мозга се састоје од једне α подјединице од 260 кДа, једне β1 подјединице од 36 кДа и једне β2 подјединице од 33 кДа, формирајући хетеротримерну структуру. β3 може да замени β1 и β4 за β2 у овим комплексима можданих натријумових канала. 
Натријумски канали скелетних мишића састоје се од једне α и једне подјединице сличне β1, док су они у срцу и периферним неуронима вероватно комплекси α, β и вероватно других протеина/подјединица, у непознатој стехиометрији.
Неурони сензорних ганглија (нпр. дорзални корен и ганглије чворова), посебно они повезани са аферентним влакнима малог пречника, експримирају натријумове канале који су високо отпорни на TTX и играју важну улогу у ноцицептивним механизмима. Недавни истраживачки напори су се фокусирали на развој агенаса селективних за натријумове канале отпорне на TTX ганглија дорзалног корена, у очекивању да би се то могло показати као нови аналгетички лекови.
Бројни клинички коришћени лекови блокирају натријумове канале. Локални анестетици који се користе за контролу акутног бола, антиаритмички лекови који се користе у терапији срчаних аритмија и неки антиепилептици који се користе у контроли нападаја се везују за заједничко место локалног анестетичког рецептора на натријумовим каналима. Многи од ових лекова показују блокаду зависну од употребе, карактеристику кључну за њихове терапеутске ефекте, јер блок канала постаје снажнији током брзог пуцања у аритмичким или епилептичним условима.

## Блокатори натријумског канала
Блокатори натријумског канала су агенси који умањују проводљивост јона натријума (Na+) кроз натријумске канале. Блокада натријумових канала успоравају брзину и амплитуду почетне брзе деполаризације, смањује ексцитабилност ћелије и смањује брзину проводљивости.